# Nirvanolide
Nirvanolide è il nome commerciale di una fragranza sintetica della classe dei muschi macrociclici, caratterizzata da un intenso odore muschiato, talcato e fruttato. In profumeria è stata usata per la prima volta in Forever Elizabeth (Elizabeth Taylor, 2002), poi successivamente in Bleu (Chanel, 2010). Nirvanolide è stata impiegata anche per sostituire i muschi nitroaromatici contenuti in vecchie formulazioni, e ora vietati per problemi di tossicità. L'utilizzo tuttavia è rimasto limitato a causa del prezzo elevato.

## Sintesi
Il composto fu sintetizzato per la prima volta alla fine degli anni novanta del secolo scorso nei laboratori della Givaudan. Uno schema di sintesi è raffigurato nella figura seguente. I passaggi essenziali sono due. Dapprima si va a formare il doppio legame con una reazione di Wittig tra l'ilide di fosfonio e l'aldeide. Successivamente si procede a chiudere l'anello macrociclico. La dimensione dell'anello rende la ciclizzazione entropicamente sfavorita; l'ostacolo è superato distillando il prodotto monomerico macrociclico dalla miscela di reazione oligomerica in equilibrio. La produzione annuale è dell'ordine delle tonnellate.

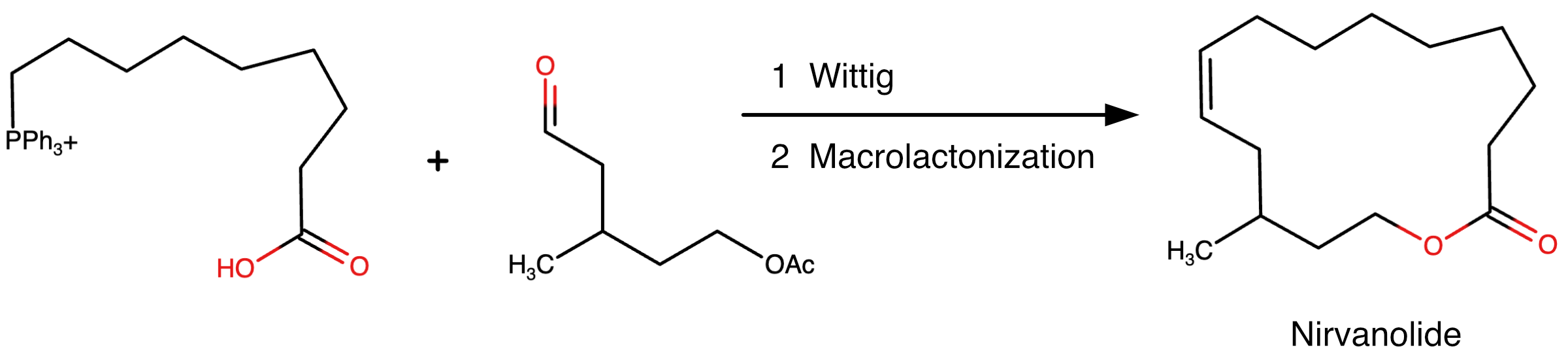
Schema di sintesi del nirvanolide

## Proprietà
Nirvanolide è uno dei muschi con la più bassa soglia olfattiva, 0,1 ng/L. Il composto è chirale; sono stati studiati singolarmente i due enantiomeri, trovando che l'odore è dovuto al solo composto con il gruppo metile in configurazione R (soglia olfattiva 0,05 ng/L). L'altro enantiomero è risultato inodore. 
È stato condotto uno studio per valutare la sicurezza d'impiego del nirvanolide in cosmetici e altri prodotti domestici, concludendo che il composto è sicuro nell'ambito degli usi esaminati.